# نمدمال (شاهرود)
قلعه آقا عبدالله یکی از روستاهای شهرستان شاهرود در استان سمنان ایران است..
این روستا در دهستان خرقان در بخش بسطام جای دارد. جمعیت روستای نمدمال بر پایه نتایج سرشماری سال ۱۳۸۵ برابر با ۲۷۴ نفر (۷۲خانوار) بوده است.